# Apollo 18 (álbum)
Apollo 18 é o quarto álbum de estúdio da banda They Might Be Giants, lançado a 24 de Março de 1992.

## Faixas
Todas as faixas por They Might Be Giants.
1. "Dig My Grave" – 1:08
2. "I Palindrome I" – 2:21
3. "She's Actual Size" – 2:05
4. "My Evil Twin" – 2:37
5. "Mammal" – 2:14
6. "The Statue Got Me High" – 3:06
7. "Spider" – 0:50
8. "The Guitar (The Lion Sleeps Tonight)" – 3:49
9. "Dinner Bell" – 2:11
10. "Narrow Your Eyes" – 2:46
11. "Hall of Heads" – 2:53
12. "Which Describes How You're Feeling" – 1:13
13. "See the Constellation" – 3:27
14. "If I Wasn't Shy" – 1:43
15. "Turn Around" – 2:53
16. "Hypnotist of Ladies" – 1:42
17. "Fingertips: Everything Is Catching On Fire" – 0:12
18. "Fingertips: Fingertips" – 0:06
19. "Fingertips: I Hear the Wind Blow" – 0:10
20. "Fingertips: Hey Now, Everybody" – 0:05
21. "Fingertips: Who's That Standing Out the Window?" – 0:06
22. "Fingertips: I Found a New Friend" – 0:07
23. "Fingertips: Come On and Wreck My Car" – 0:12
24. "Fingertips: Aren't You the Guy Who Hit Me in the Eye?" – 0:07
25. "Fingertips: Please Pass the Milk Please" – 0:08
26. "Fingertips: Leave Me Alone" – 0:05
27. "Fingertips: Who's Knockin' on the Wall?" – 0:04
28. "Fingertips: All Alone" – 0:05
29. "Fingertips: What's That Blue Thing?" – 0:08
30. "Fingertips: Something Grabbed Ahold of My Hand" – 0:12
31. "Fingertips: I Don't Understand You" – 0:27
32. "Fingertips: I Heard a Sound" – 0:04
33. "Fingertips: Mysterious Whisper" – 0:28
34. "Fingertips: The Day That Love Came to Play" – 0:08
35. "Fingertips: I'm Having a Heart Attack" – 0:22
36. "Fingertips: Fingertips (Reprise)" – 0:10
37. "Fingertips: I Walk Along Darkened Corridors" – 1:01
38. "Space Suit" – 1:36

| Críticas profissionais                                                      | Críticas profissionais |
| Avaliações da crítica                                                       | Avaliações da crítica  |
| Fonte                                                                       | Avaliação              |
| --------------------------------------------------------------------------- | ---------------------- |
| Allmusic                                                                    | [ 2 ]                  |
| Rolling Stone                                                               | [ 3 ]                  |
| Esta tabela precisa de ser acompanhada por texto em prosa. Consulte o guia. |                        |